# Friedrich Ramm
Johann Friedrich Ramm (getauft 18. November 1744 in Mannheim; † 12. Juni 1813 in München) war ein deutscher Oboist der Mannheimer Schule, für den Wolfgang Amadeus Mozart mehrere Werke schrieb.

## Leben und Schaffen
Friedrich Ramm war seit seinem vierzehnten Lebensjahr Oboist in der Hofkapelle des bayerischen Kurfürsten Karl Theodor in Mannheim und, nach dem Umzug des Kurfürsten, in München, wo er seitdem Solo-Oboist war. Im Orchester spielte auch ein anderer berühmter Oboist, Ludwig August Lebrun (1752–1790).
Ramm war für seine Virtuosität bekannt, unter anderem gelang ihm das hohe F (F5) mit einer Barockoboe. Felix Joseph Lipowsky schrieb 1811 im Baierischen Musik-Lexikon, dass Ramm „unter die ersten jetzt lebenden Oboisten gehört. […] Man sagt nicht zuviel, wenn man behauptet, dass noch keiner den schönen, runden, sanften und wahren Ton auf der Oboe […] sich so vorzüglich gut zu eigen gemacht habe als er […] und hat einen sehr gefühlvollen Vortrag“.
1809, bei seinem 50-jährigen Dienstjubiläum in München, lobte ihn der Kurfürst in den höchsten Tönen und sicherte ihm sein volles Gehalt als lebenslange Pension zu.

### Zusammenarbeit mit Mozart
Mozart traf Ramm 1777 in Mannheim beim Violinisten und Komponisten Christian Cannabich zum ersten Mal und freundete sich mit ihm an. In einem Brief vom 4. November 1777 an seinen Vater berichtete Mozart von seiner Begegnung mit einem Oboisten, „welcher aber recht gut bläst und einen hübschen feinen Ton hat. Ich habe ihm ein Präsent mit dem Hautbois-Concert gemacht“. In einem weiteren Brief vom 14. Februar 1778 schrieb Mozart über seinen neuen Freund: „Hr. Ramm [hat] zum 5. Mal mein Oboe-Konzert für den Ferlendi gespielt, welches hier einen großen Lärm macht.“
Im April 1778 komponierte Mozart für Ramm und zwei weitere Bekannte aus Mannheim, den Flötisten Johann Baptist Wendling und den Fagottisten Georg Wenzel Ritter, sowie den Hornisten Giovanni Punto die Sinfonia concertante in Es-Dur (KV 297B), von der man lange annahm, die 1869 im Nachlass von Mozarts Biographen Otto Jahn entdeckte Sinfonia concertante KV 297b sei eine Überlieferung davon. Heute wird das zunehmend ausgeschlossen.
Für Ramm schrieb Mozart Anfang 1781 sein Oboenquartett in F-Dur KV 370 (368b), als er in München war, um seine Oper Idomeneo, re di Creta zu vollenden. Auch die herausragende Oboenstimme der Oper komponierte er für Ramm. Am 14. März 1787 nahm Mozart an einem Benefizkonzert für Ramm in Wien teil. Der Legende nach befand sich Ramm auf einer Tournee, als Mozart sein Requiem schrieb, in dem die Oboe seltsamerweise anders als in seinen anderen Orchesterstücken nicht vorkommt. Mozart habe lieber auf die Oboe verzichtet, als das Werk mit einem anderen Oboisten zu besetzen.

### Reisen
Ramm unternahm mehrere Vortragsreisen, die seinen Ruhm begründeten, so 1760 nach Frankfurt am Main und darauf in die Niederlande, wo er in Den Haag vor dem Fürsten von Oranien spielte. 1772 reiste er nach Wien und spielte dort mit großem Erfolg am Hof vor Kaiser Joseph I. und Maria Theresia. 1778 begab er sich nach Paris und spielte bei Concert spirituel. 1782 folgte seine erste Italienreise, nach Bologna. 1784 wurde er vom Komponisten und Amateur-Flötisten Willoughby Bertie, 4. Earl of Abingdon, nach London eingeladen, wo er in dessen Orchester spielte. 1785 unternahm er seine zweite Italienreise, zusammen mit Carl Cannabich, auf der er in Neapel vor König Ferdinand I. und in Rom vor Kardinal Bernis spielte. 1786 reiste er nach Berlin und spielte vor König Friedrich II., der ihm darauf eine Stelle in seiner Hofkapelle anbot; Ramm hielt aber dem bayerischen Kurfürsten die Treue. 1788 ging er zum zweiten Mal nach Berlin. 1807 folgte schließlich seine dritte Italienreise, in der er in Mailand vor Vizekönig Eugène de Beauharnais und Vizekönigin Auguste de Beauharnais spielte.